# Desiree Ajlec
Desiree Ajlec, slovenska alpska smučarka, * 1. julij 1996. 
Ajlec je bila članica kluba ASK Branik Maribor. Nastopila je na svetovnih mladinskih prvenstvih v letih 2014, 2015, 2016 in 2017, svojo najboljšo uvrstitev je dosegla leta 2016 s 17. mestom v slalomu. V svetovnem pokalu je v sezonah 2017/18 in 2018/19 nastopila na treh veleslalomih. Debitirala je 28. oktobra 2017 na tekmi v Söldnu, kjer je odstopila v prvi vožnji, kot tudi domačih tekmah za Zlato lisico, v Kranjski Gori 6. januarja 2018 in v Mariboru 1. februarja 2019. 